# Рожищенский район
Ро́жищенский райо́н (укр. Рожищенський район) — упразднённая административная единица на юге центральной части Волынской области Украины. Административный центр — город Рожище.

## География
Площадь — 928 км² (13-е место среди районов).
Основная река — Стырь.

## История
Образован 17 января 1940 года в составе Волынской области Украинской ССР, на территории бывших сельских гмин Рожище и Щурин Луцкого повята Волынского воеводства. В 1958 году в состав района были переданы Иванчицевский, Тростняковский и Ульяниковский сельские советы из Луцкого района. В ходе хрущёвской административной реформы, в декабре 1962 года район был укрупнён за счёт присоединения частей территории Ковельского, Луцкого, Маневичского и Торчинского районов. После сворачивания реформы, в 1965 году часть территории района отошла в состав Ковельского и Локачинского районов (однако, в состав Рожищенского района вошёл Луковский сельский совет Киверцовского района), а в 1966 году — в состав новообразованного Луцкого района.
17 июля 2020 года в результате административно-территориальной реформы район был упразднён, с включением его территории в состав Луцкого района. На территории района были сформированы Доросиневская, Копачовская и Рожищенская территориальные общины. Территория Городиновского сельского совета вошла в состав Торчинской поселковой общины, а Иванчицевского сельского совета — в состав Луцкой городской общины.

## Демография
Численность наличного населения района, на 1 декабря 2013 года составляла 39 809 человек (8-е место среди районов), в том числе в городских условиях проживали 15 237 человек (38,28 %), в сельских — 24 572 (61,72 %). Постоянное население — 39 881 человек, в том числе городское население — 15 186 человек (38,08 %), сельское — 24 695 человек (61,92 %)

## Административное устройство
На момент упразднения район включал в себя:

Количество советов (рад):
- городских — 1
- поселковых — 1
- сельских — 28

### Населённые пункты
Количество населённых пунктов:
- городов районного значения — 1 (Рожище)
- посёлков городского типа — 1 (Дубище — 1,8 тыс.чел.)
- сёл — 66